# Boterfabriek (Bredevoort)

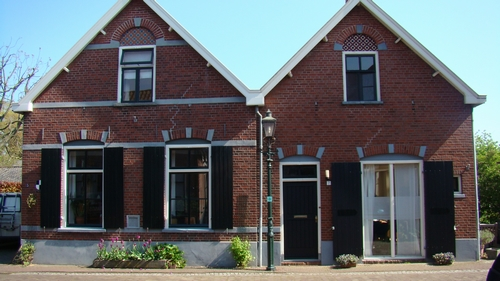
De voormalige boterfabriek

De Boterfabriek is een voormalige boterfabriek, en een gemeentelijk monument in het oude centrum van Bredevoort in de Nederlandse provincie Gelderland.

## Geschiedenis
Aanvankelijk wilde men deze fabriek op plein 't Zand bouwen, maar dat werd afgekeurd omdat daar onvoldoende afwateringsmogelijkheden waren. Uiteindelijk koos men voor een stuk land dat juist het laagst gelegen plekje van Bredevoort is. J.B. Swijtink had als voorzitter van de Coöperatieve Roomboterfabriek een stuk grond voordelig van de hand gedaan, grenzende aan de huidige Boterstraat.
Het ontwerp werd gemaakt door B.H. Kolenbrander. Op donderdag 21 juli 1904 werd de eerste steen gelegd door de zoon van de oud-president van de voorgaande fabriek, J.G. Stöcker. De bouw werd aanbesteed aan G.J. Elschot voor een bedrag van 2642 gulden. Halverwege november datzelfde jaar werd de nieuwe boterfabriek al in gebruik genomen. De eerste maanden van 1904 werd er al 280.819 liter melk verwerkt, en hadden in totaal 9715,65 gulden opgebracht.
Van 1947 tot 1979 was Sell Chemie in de fabriek gevestigd.
Tegenwoordig is het gebouwtje in gebruik als boekenwinkel.